# Joseph-Charles-Eugène Goetschy
Joseph-Charles-Eugène Goetschy, francoski general, * 1888, † 1976.